# Гашков, Иван Андреевич
Иван Андреевич Гашков (13 января 1928, Этыш — 14 сентября 2003, Москва) — советский военачальник. Начальник Главного оперативного управления – заместитель начальника Генерального штаба Вооружённых Сил СССР (1984—1987), командующий войсками Уральского военного округа (1983—1984). Генерал-полковник (1982).

## Биография
Из семьи крестьян. В 14 лет остался круглым сиротой. В 1944 году поступил на работу в Красноуфимское отделение Казанской железной дороги. После окончания курсов дежурных по станции – главный кондуктор Чернушинского кондукторского резерва. В 1948 −1950 годах служил в Советской Армии – в железнодорожно-строительном батальоне.
С 1950 года – курсант гвардейского Ульяновского танкового училища имени В. И. Ленина. После окончания училища получил назначение в 30-ю танковую дивизию: командир танка, танкового взвода, роты. Участник боевых действий в Венгрии (1956 г.). В 1959 − 1962 годах – слушатель командно-штабного факультета Бронетанковой академии имени Р. Я. Малиновского. С 1962 по 1968 годы служил в 56-й мотострелковой дивизии: командир танкового батальона, заместитель командира танкового полка. В 1968-1969 годах – командир 141-го мотострелкового полка 85-й мотострелковой дивизии, затем (до 1970 г.) – заместитель командира 242-й мотострелковой дивизии.
В 1972 году окончил академию Генерального штаба Вооружённых Сил СССР имени К. Е. Ворошилова и был назначен командиром мотострелковой дивизии. После присвоения в 1974 году звания генерал-майор – командир 30-го гвардейского армейского корпуса в Ленинградском военном округе (штаб корпуса — г. Выборг). С 1976 года – генерал-лейтенант, командующий 5‑й гвардейской танковой армией. В 1979 году был назначен начальником штаба – первым заместителем командующего Белорусским военным округом.
С 1983 по 1984 год – командующий войсками Уральского военного округа.
С 1984 по 1987 год – начальник Главного оперативного управления – заместитель начальника Генерального штаба Вооружённых Сил СССР.
С 1987 по 1988 год – начальник Высших офицерских курсов «Выстрел» имени Шапошникова, затем – представитель Главнокомандующего объединёнными Вооружёнными Силами стран Варшавского договора в Болгарской народной армии.
Депутат Совета Союза Верховного Совета СССР 11 созыва (1984—1989) от Свердловской области. Депутат Верховного Совета Белорусской ССР (1969-1974). Член ЦК Компартии Белорусской ССР (1969—1974).
В отставке с 1991 года.
Скончался 14 сентября 2003 года. Похоронен на Троекуровском кладбище.

## Награды
- Орден Ленина
- Орден Красного Знамени
- Орден Кутузова 2-й степени (04.11.1981 - За подготовку и проведение оперативно-стратегических учений «Запад-81»)
- Орден Красной Звезды
- Орден «За службу Родине в Вооружённых Силах СССР» 3-й степени
- 20 медалей, в том числе иностранных государств